# Доњи Гучани
Доњи Гучани су насељено место у општини Брестовац, у западној Славонији, Република Хрватска.

## Историја
До нове територијалне организације налазило се у саставу бивше велике општине Славонска Пожега.

## Становништво
Насеље је према попису становништва из 2011. године имало 107 становника.
| Националност       | 1991.        |
| Хрвати             | 106 (89,07%) |
| Срби               | 11 (9,24%)   |
| Југословени        | 2 (1,68%)    |
| остали и непознато | 0            |
| Укупно             | 119          |